# Iztok Čop
Pour les articles homonymes, voir Čop.
Iztok Čop, né le 17 juin 1972 à Kranj en Yougoslavie, est un sportif slovène qui remporta plusieurs titres importants en aviron dont une médaille olympique en or.
Iztok Čop commença à pratiquer l’aviron à 13 ans au club slovène renommé de la localité de Bled. Après des débuts éclatants avec notamment deux titres mondiaux en deux sans barreur en catégorie junior, il confirma son statut d'étoile montante du sport yougoslave en remportant la médaille d'argent derrière le double champion olympique Steve Redgrave, aux championnats du monde de Vienne en 1991 âgé de seulement 19 ans. Il remporta la médaille de bronze aux jeux olympiques de Barcelone en 1992 en compagnie de Denis Žvegelj. Ils devinrent ainsi les premiers médaillés olympiques de Slovénie, nouvellement indépendante.
Il s’orienta ensuite vers la discipline du skiff, sa discipline fétiche, où il excellera  en remportant tout d'abord la médaille de bronze aux championnats du monde d'Indianapolis en 1994 puis la médaille d’or aux championnats du monde de 1995 à Tampere au terme d'une course d'anthologie devant notamment le champion olympique en titre Thomas Lange. Mais les Jeux olympiques d'Atlanta (1996) furent synonymes de déception amère alors qu'il termina à la quatrième place.
Après avoir terminé à la même place aux championnats du monde en 1997 à Aiguebelette et en 1998 à Cologne, il s'associa au jeune Luka Špik en deux de couple. Le duo se révéla invincible en remportant de manière éclatante le titre mondial en 1999 à St. Catharines ainsi que le titre olympique à Sydney en 2000, le premier titre olympique slovène depuis l'indépendance du pays, procurant à Iztok Čop le statut de héros national.
Tentant à nouveau sa chance dans sa discipline de cœur, le skiff, il remporta la médaille d'argent derrière son ami Olaf Tufte à Lucerne en 2001, ainsi qu'à Séville en 2002 derrière l'allemand Marcel Hacker, puis le bronze en 2003, de nouveau derrière Olaf Tufte qu'il avait d'ailleurs défait à Sydney en deux de couple, confortant ainsi son ambition de devenir champion olympique dans cette catégorie.
Pourtant, estimant qu'il avait de meilleures chances en deux de couple, il se lança dans la défense de son titre olympique avec son partenaire Luka Špik. Bien que battant les favoris italiens Alessio Sartori et Rossano Galtarossa, ils échouèrent à la deuxième place derrière la paire française championne du monde, Adrien Hardy et Sébastien Vieilledent.
Ayant désormais les yeux rivés sur les Jeux olympiques de Pékin, il continua l'aventure avec Luka Špik avec lequel il deviendra à nouveau champion du monde en deux de couple, à Gifu en 2005, en plus de la médaille d'argent qu'ils auront gagné en quatre de couple, ayant tenté le doublé, fait très rare. 
En 2006 ils seront défaits sur le bassin d'Eton Dorney par Adrien Hardy, qui avait trouvé en Jean-Baptiste Macquet le digne successeur de Sébastien Vieilledent. À Munich en 2007, l'ordre fut néanmoins inversé, Luka Špik et Iztok Čop remportant ensemble leur troisième titre mondial, le quatrième pour Iztok.
Après une préparation difficile, son coéquipier Luka Špik ayant notamment du subir une opération du dos, il se qualifia néanmoins pour la finale aux Jeux olympiques de Pékin, où il finit sixième au terme d'une finale des plus relevées.
Iztok vit dans la localité de Radovljica avec sa femme Petra. Il a deux filles du nom de Ruby et d’Amber.

## Palmarès
Jeux olympiques
- 1992 : Barcelone (ESP) –  Médaille de bronze (Deux sans barreur avec Denis Žvegelj)
- 1996 : Atlanta (USA) – 4e place (Skiff)
- 2000 : Sydney (AUS) –  Médaille d'or (Deux de couple avec Luka Špik)
- 2004 : Athènes (GRE) -  Médaille d'argent (Deux de couple avec Luka Špik)
- 2008 : Pékin (CHI) - 6e place (Deux de couple avec Luka Špik)
- 2012 : Londres (GBR) -  Médaille de bronze (Deux de couple avec Luka Špik)

Championnats du monde junior
- 1989 : Szeged (HUN) – 1re place (Deux sans barreur)
- 1990 : Aiguebelette (FRA) – 1re place (Deux sans barreur)

Championnats du monde
- 1990 : Lake Barrington (AUS) – 7e place (Quatre sans barreur)
- 1991 : Vienne (AUT) -  Médaille d'argent (Deux sans barreur)
- 1993 : Roudnice (TCH) -  Médaille de bronze (Deux sans barreur)
- 1994 : Indianapolis (USA) -  Médaille de bronze place (Skiff)
- 1995 : Tampere (FIN) -  Médaille d'or (Skiff)
- 1997 : Aiguebelette (FRA) - 4e place (Skiff)
- 1998 : Cologne (ALL) - 4e place (Skiff)
- 1999 : Saint Catharines (CAN) -  Médaille d'or (Deux de couple)
- 2001 : Lucerne (SUI) -  Médaille d'argent (Skiff)
- 2002 : Séville (ESP) -  Médaille d'argent (Skiff)
- 2003 : Milan (ITA) -  Médaille de bronze (Skiff)
- 2005 : Gifu (JPN) -  Médaille d'or (Deux de couple),  Médaille d'argent (Quatre de couple)
- 2006 : Eton (GBR) -  Médaille d'argent (Deux de couple)
- 2007 : Munich (ALL) -  Médaille d'or (Deux de couple)
- 2007 : Poznań (POL) -  9e (Quatre de couple)
- 2011 : Bled (SLO) -  5e (Deux de couple)